# Gerry Peyton
Pour les articles homonymes, voir Peyton.
Gerald « Gerry » Peyton, né le 20 mai 1956 à Birmingham en Angleterre, est un joueur de football irlandais. Après sa carrière de footballeur, Peyton est devenu entraineur de football, se spécialisant dans la préparation des gardiens de but. Il est actuellement l’entraineur des gardiens dans le club anglais d’Arsenal FC.
Peyton a eu une très longue carrière en Angleterre jouant pour de nombreux clubs dans différentes divisions du championnat. Ses deux clubs principaux ont été AFC Bournemouth et Fulham FC pour lesquels il a joué près de 550 matchs au total.
Gerry Peyton a été sélectionné en équipe nationale d’Irlande à 33 reprises, jouant la phase finale de l’Euro 1988 en Allemagne et la phase finale de la Coupe du monde en Italie en 1990.

## Palmarès

### En club
- Championnat d'Angleterre de D3 :
  - Champion: 1987.

### Distinctions individuelles
- Membre de l'équipe-type PFA du Championnat d'Angleterre de D3 en 1982 et 1987.
- Joueur de l'année de l'Bournemouth AFC en 1987.

## Sources
- (en) Stephen McGarrigle, The Complete who's who of Irish international football : 1945-1996, Edimbourg, Mainstream Publishing, octobre 1996, 237 p. (ISBN 1-85158-894-9), p. 160-162